# Championnat de Tunisie masculin de handball 1997-1998
Navigation
Saison précédente 1996-1997 Saison suivante 1998-1999
La saison 1997-1998 du championnat de Tunisie masculin de handball est la 43e édition de la compétition. Elle est disputée en deux phases : une première en aller et retour en une poule unique en vue d’attribuer les bonus et une seconde en une poule de play-off et deux de play-out. Le Club africain, obtenant un point de bonus supplémentaire par rapport à l’Étoile sportive du Sahel, est couronné tout en conservant la coupe de Tunisie. Le Club sportif de Hammam Lif et le Stade tunisien sont relégués en nationale B.

## Clubs participants
| - Association sportive d'Hammamet - Club africain - Club sportif de Hammam Lif - El Baath sportif de Béni Khiar - El Makarem de Mahdia - Espérance sportive de Tunis | - Étoile sportive du Sahel - Sporting Club de Moknine - Stade nabeulien - Stade sportif midien - Stade tunisien - Zitouna Sports |

## Compétition
Le barème de points servant à établir le classement se décompose ainsi :
- Victoire : 3 points
- Match nul : 2 points
- Défaite : 1 point
- Forfait et match perdu par pénalité : 0 point

### Première phase
Les quatre premiers se qualifient au play-off et les trois premiers obtiennent respectivement trois, deux ou un point de bonus.